# Thomas De Bock
Thomas De Bock (20 augustus 1991) is een Belgische atleet, die gespecialiseerd is in de lange afstand en het veldlopen. Hij nam tweemaal deel aan de wereldkampioenschappen en behaalde daarbij geen ereplaats. Hij behaalde ook één Belgische titel.

## Biografie
De Bock werd in 2015 derde op de Belgische kampioenschappen veldlopen en nam deel aan de Europese kampioenschappen veldlopen. Hij werd vijftigste.
In 2019 nam De Bock na afzeggingen van de Belgische toppers Bashir Abdi en Koen Naert op de marathon deel aan de wereldkampioenschappen in Doha. Hij werd 42e. In 2021 zou hij zich tijdens de marathon van Valencia kwalificeren voor zijn tweede wereldkampioenschappen. Deze wereldkampioenschappen gingen in 2022 door in het Amerikaanse Eugene. Hij finishte er na een COVID-besmetting in de top 30, zijn landgenoot Bashir Abdi pakte er brons en de derde Belg, Lashene Bouchikhi, haalde de finish niet.
De Bock is aangesloten bij Olympic Essenbeek Halle.

## Belgische kampioenschappen
Outdoor
| Onderdeel | Jaar |
| --------- | ---- |
| marathon  | 2024 |

## Persoonlijke records
Baan
| Onderdeel | Prestatie | Datum           | Plaats    |
| --------- | --------- | --------------- | --------- |
| 1000 m    | 2.23,39   | 24 juli 2013    | Dilbeek   |
| 1500 m    | 3.44,62   | 1 juni 2013     | Oordegem  |
| 3000 m    | 8.02,30   | 30 juli 2016    | Kessel-Lo |
| 5000 m    | 14.02,22  | 1 augustus 2015 | Ninove    |
| 10 mijl   | 48.15,00  | 10 oktober 2021 | Antwerpen |

Weg
| Onderdeel      | Prestatie | Datum             | Plaats     |
| -------------- | --------- | ----------------- | ---------- |
| halve marathon | 1:02.48   | 15 september 2024 | Kopenhagen |
| marathon       | 2:10.17   | 16 april 2023     | Rotterdam  |

## Palmares

### 3000 m
- 2014:  BK indoor AC - 8.26,80

### 5000 m
- 2018:  BK AC - 14.22,51

### 10 mijl
- 2021:  Antwerp 10 Miles - 48.15

### marathon
- 2018: 4e marathon van Antwerpen - 2:17.59
- 2018: 15e marathon van Berlijn - 2:15.19
- 2019: 22e marathon van Londen - 2:14.45
- 2019: 42e WK in Doha - 2:21.13
- 2021: 17e marathon van Enschede - 2:11.54
- 2021: 29e marathon van Valencia - 2:11.27
- 2022: 30e WK in Eugene - 2:11.54
- 2023: 13e Marathon Rotterdam - 2:10.17
- 2024:  BK AC in Eindhoven - 2:10.43

### veldlopen
- 2009: 43e EK U20 in Dublin
- 2014:  BK korte cross in Wachtebeke
- 2015:  BK in Wachtebeke
- 2015: 50e EK in Hyères
- 2018:  European Champion Clubs' Cup in Mira